# Hemisodorcus rubrofemoratus
Hemisodorcus rubrofemoratus is een keversoort uit de familie vliegende herten (Lucanidae). De wetenschappelijke naam van de soort is voor het eerst geldig gepubliceerd in 1865 door Snellen van Vollenvoven.